# Cola usambarensis
Cola usambarensis är en malvaväxtart som beskrevs av Adolf Engler. Cola usambarensis ingår i släktet Cola och familjen malvaväxter. Inga underarter finns listade i Catalogue of Life.